# Molophilus pictor
Molophilus pictor är en tvåvingeart som beskrevs av Alexander 1934. Molophilus pictor ingår i släktet Molophilus och familjen småharkrankar. Inga underarter finns listade i Catalogue of Life.